# Інга Лей
Інга Лей, до шлюбу Шпількер (нім. Inga Ley (Spilker); 8 березня 1916, Бреслау — 29 грудня 1942, Вальдбрель) — німецька оперна співачка і письменниця.

## Біографія
Дочка оперних співаків Макса Шпількера і Лоре Франциски, до шлюбу Коц. Разом із сестрою Гіллі з дитинства займалась співом. Написала та ілюструвала кілька дитячих книжок під псевдонімом Інга Гансен (нім. Inga Hansen).
20 серпня 1938 року одружилася з Робертом Леєм. Медовий місяць пара провела на пасажирському судні організації «Сила через радість», названому на честь Лея, разом із Адольфом Гітлером та іншими високопоставленими нацистами. В шлюбі народила 3 дітей — Лоре (1938), Вольф (1940) і Глорія (1941). Сім'я жила в Берліні та Вальдбрелі.
Наклала на себе руки. Після смерті дружини Роберт Лей віддав дітей на виховання своїм батькам.

## Галерея

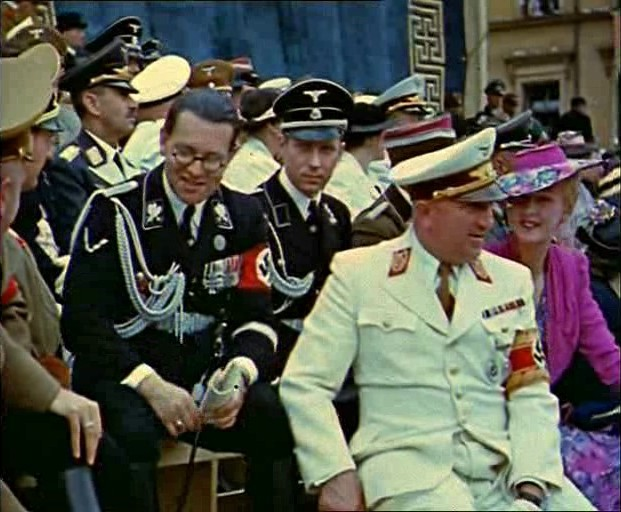
Інга Лей з чоловіком (Мюнхен, 1939).